# Matatias Gomes dos Santos
Matatias Gomes dos Santos, ou Mattathias Gomes dos Santos (grafia antiga e a qual o próprio preferia), (Campinas, 11 de setembro de 1879 — Rio de Janeiro, 9 de outubro de 1950) foi um pastor brasileiro da Igreja Presbiteriana do Brasil, tendo sido vice-moderador de seu Supremo Concílio entre os anos 1917-1918, e seu moderador pelo período de 1926-1928 (na época Assembleia Geral).

## História
Nasceu em Campinas, em 11 de setembro de 1879. Era filho de Matias Gomes dos Santos e de Maria Garcia Marinho dos Santos. Ficou órfão de pai com apenas dois anos de idade. De família presbiteriana (teve como avô paterno o Pb. Antonio Garcia Ferreira, que havia sido um dos primeiros membros da IPB e que fora presbítero regente em Itapira e Mogi-Mirim), estudou na Escola Americana, em São Paulo e fez sua pública profissão de Fé em 4 de agosto de 1895, quando tinha 16 anos, tendo ingressado no Seminário Presbiteriano.
Foi um dos membros fundadores da Igreja Presbiteriana Filadelfa e da Igreja Presbiteriana Unida de São Paulo, esta última organizada em 26 de agosto de 1900. Naquele mesmo ano, em 10 de julho, contraiu primeiras núpcias com Florinda Ribeiro de Castro, com quem esteve casado por quarenta anos, até que esta veio a óbito em 1940. Em 1911, foi ordenado pastor. A convite do Rev. John Merrill Kyle, assistiu a região leste de Minas Gerais.
Tendo retornado de Minas Gerais após longo e frutuoso trabalho, foi diretor da Escola Americana, em que havia se formado, de 1912 a 1919. Em 1913, substituiu o Rev. Modesto Perestrelo Barros de Carvalhosa na Igreja Presbiteriana Unida de São Paulo. Foi presidente do Conselho Geral das Igrejas Evangélicas da Cidade de São Paulo. Foi um grande incentivador das evangelizações, de modo que, sob seus cuidados, surgiram trabalhos nos bairros de Barra-Funda, Bela Vista, Bom Retiro, Casa Verde (Igreja Presbiteriana de Casa Verde), Imirim, Lapa (Igreja Presbiteriana da Lapa), Perdizes, Osasco, Nipo-Brasileira, Vila Monte Belo, Vila Queirós e Tremembé.
Foi vice-moderador (1917-1918) e moderador (1926-1928) do Supremo Concílio da Igreja Presbiteriana do Brasil, além de pastor de igrejas  como a Igreja Presbiteriana do Rio de Janeiro e Igreja Presbiteriana de Pinheiros.
Com a morte de sua primeira esposa em 1940, Matatias casa-se novamente, em 1941, contraindo segundas núpcias com Ester Gomes dos Santos. Todos seus filhos, no entanto, foram do primeiro casamento. Em maio de 1946 tornou-se o primeiro "Pastor Emérito" da IPB. Em 1948, foi vice-presidente da Sociedade Bíblica do Brasil.

## Morte
Morreu em 9 de outubro de 1950, no Hospital Evangélico do Rio de Janeiro e, segundo o Rev. Raul Villaça, suas últimas palavras foram: "Vale a pena viver e morrer no Senhor".

## Homenagens
No bairro de Vila Itaim, em São Paulo, uma escola pública possui o nome de "Escola Estadual Reverendo Mattathias Gomes dos Santos". Ainda em São Paulo, uma praça recebeu seu nome também.